# Есватіні на Олімпійських іграх
Есватіні вперше взяло участь на Олімпійських іграх у 1972 році. Дві наступні Олімпіади були пропущені, і свазілендські спортсмени знову з'явилися на змаганнях лише у 1984 році в Лос-Анджелесі. Перша і єдина участь Свазіленду в зимових Іграх відбулася у 1992 році в Альбервілі. Спортсмени Свазіленду не завоювали жодної олімпійської медалі.
Асоціація Олімпійських ігор та ігор Співдружності Свазіленду була створена у 1972 році.

## Таблиця літніх Олімпійських ігор
| Мюнхен 1972         | 1               | 1               | -               | -               | -               | -               | 0               | 0               | 0               |                 |                 |
| Монреаль 1976       | не брали участь | не брали участь | не брали участь | не брали участь | не брали участь | не брали участь | не брали участь | не брали участь | не брали участь | не брали участь | не брали участь |
| Москва 1980         | не брали участь | не брали участь | не брали участь | не брали участь | не брали участь | не брали участь | не брали участь | не брали участь | не брали участь | не брали участь | не брали участь |
| Лос-Анжелес 1984    | 4               | 1               | 3               | -               | -               | -               | 0               | 0               | 0               |                 |                 |
| Сеул 1988           | 5               | 3               | 2               | -               | -               | -               | 0               | 0               | 0               |                 |                 |
| Барселона 1992      | 5               | 4               | -               | -               | 1               | -               | 0               | 0               | 0               |                 |                 |
| Атланта 1996        | 4               | 3               | -               | -               | 1               | -               | 0               | 0               | 0               |                 |                 |
| Сідней 2000         | 5               | 2               | -               | -               | 3               | -               | 0               | 0               | 0               |                 |                 |
| Афіни 2004          | 3               | 2               | 1               | -               | -               | -               | 0               | 0               | 0               |                 |                 |
| Пекін 2008          | 4               | 2               | 2               | -               | -               | -               | 0               | 0               | 0               |                 |                 |
| Лондон 2012         | 3               | 2               | 1               | -               | -               | -               | 0               | 0               | 0               |                 |                 |
| Ріо-де-Жанейро 2016 | 2               | 2               | -               | -               | -               | -               | 0               | 0               | 0               |                 |                 |